# Grevillea wickhamii
Grevillea wickhamii o vulgarmente  grevillea de Wickham es un arbusto erecto o pequeño árbol que alcanza los 6 metros de altura, siendo endémico de Australia Occidental, Territorio del Norte y Queensland. 

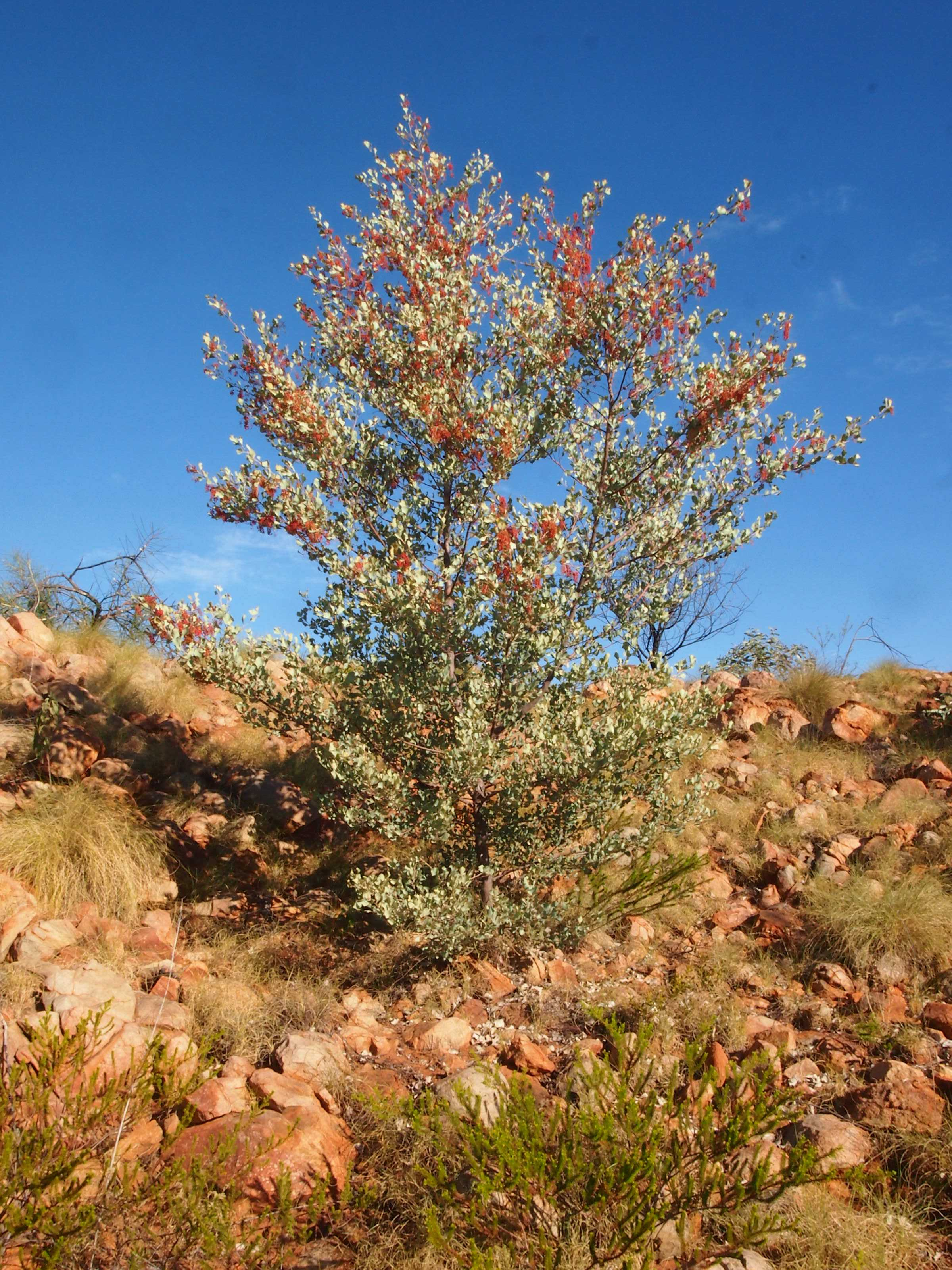
Vista de la planta

## Descripción
Tiene las hojas de color verde-gris semejantes a las del acebo.

## Taxonomía
Grevillea wickhamii fue descrita por (Graham) Planch. y publicado en Hooker's Journal of Botany and Kew Garden Miscellany 4: 187. 1852.
Etimología
Grevillea, el nombre del género fue nombrado en honor de Charles Francis Greville, cofundador de la Royal Horticultural Society.
wickhamii: epíteto
Subespecies
Hay un número de subespecies con flores de color rojo, rosa, naranja y amarillo:
- Grevillea wickhamii subsp. aprica
- Grevillea wickhamii subsp. cratista
- Grevillea wickhamii subsp. hispidula
- Grevillea wickhamii subsp. macrodonta
- Grevillea wickhamii subsp. pallida
- Grevillea wickhamii subsp. wickhamii